# او۶ (متروی وین)
او۶ (انگلیسی: U6) یکی از خطوط متروی وین است که در سال ۱۹۸۹ تأسیس شده و دارای ۲۴ ایستگاه و ۱۷.۳ کیلومتر طول است.

## نگارخانه

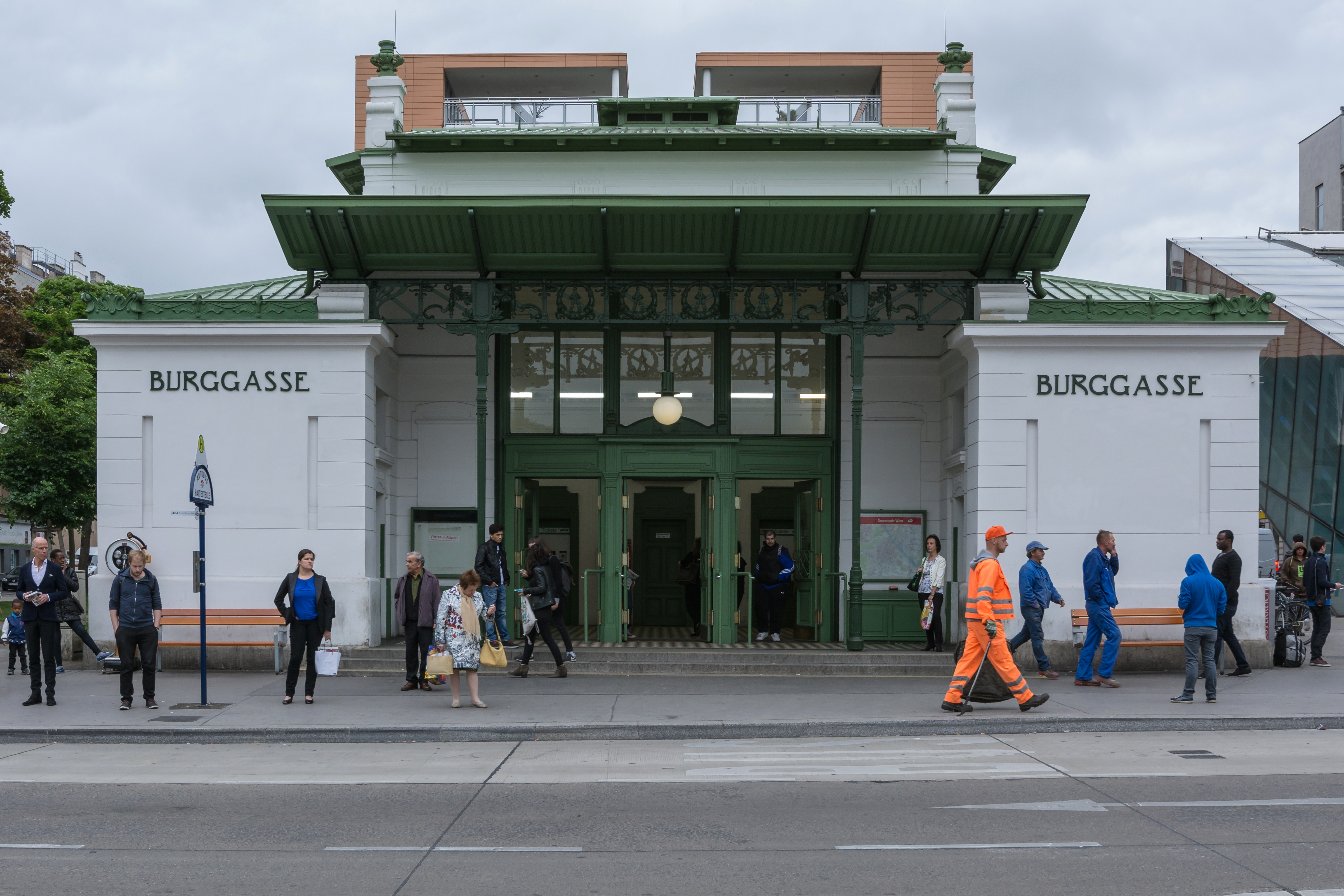
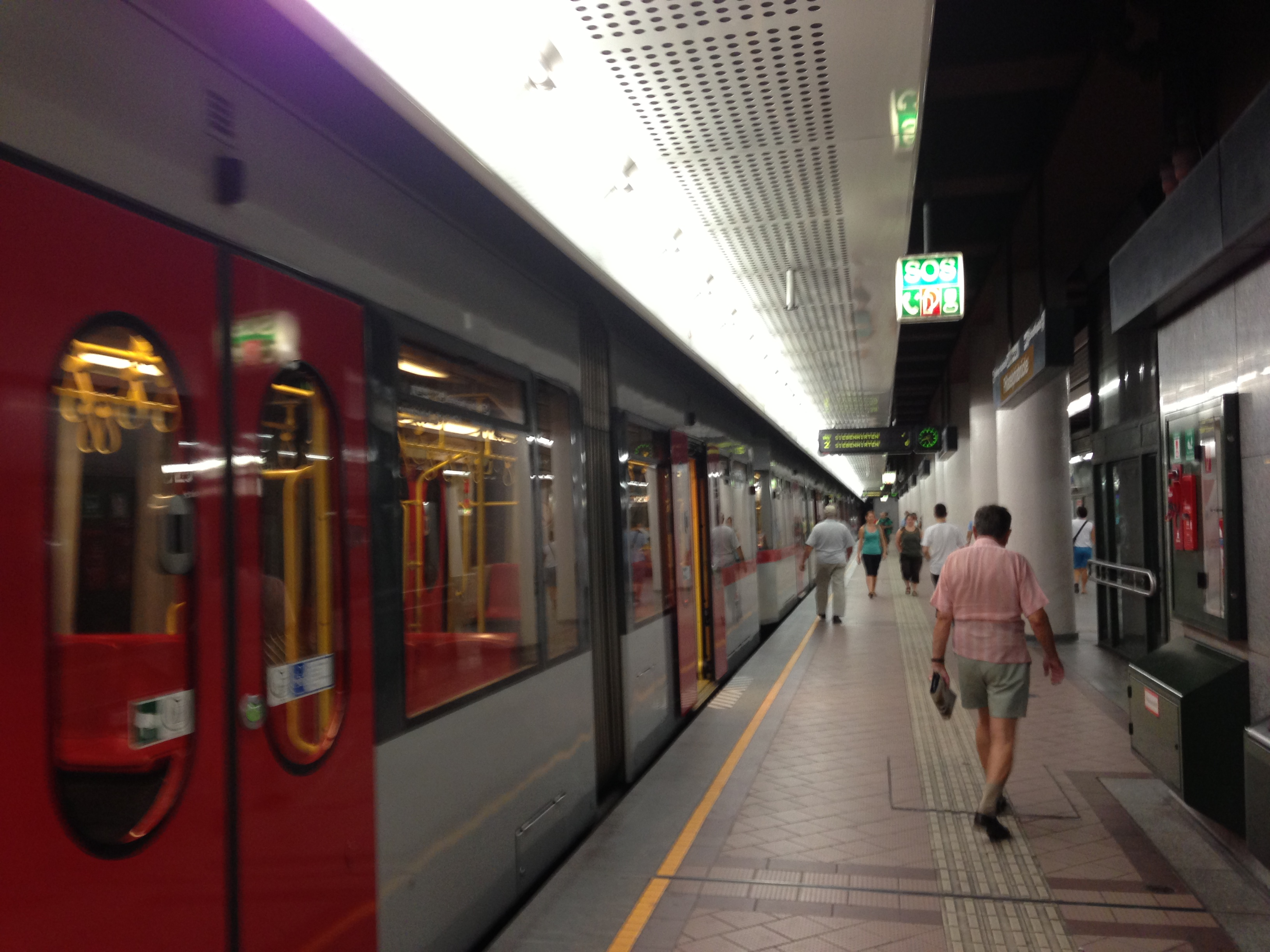
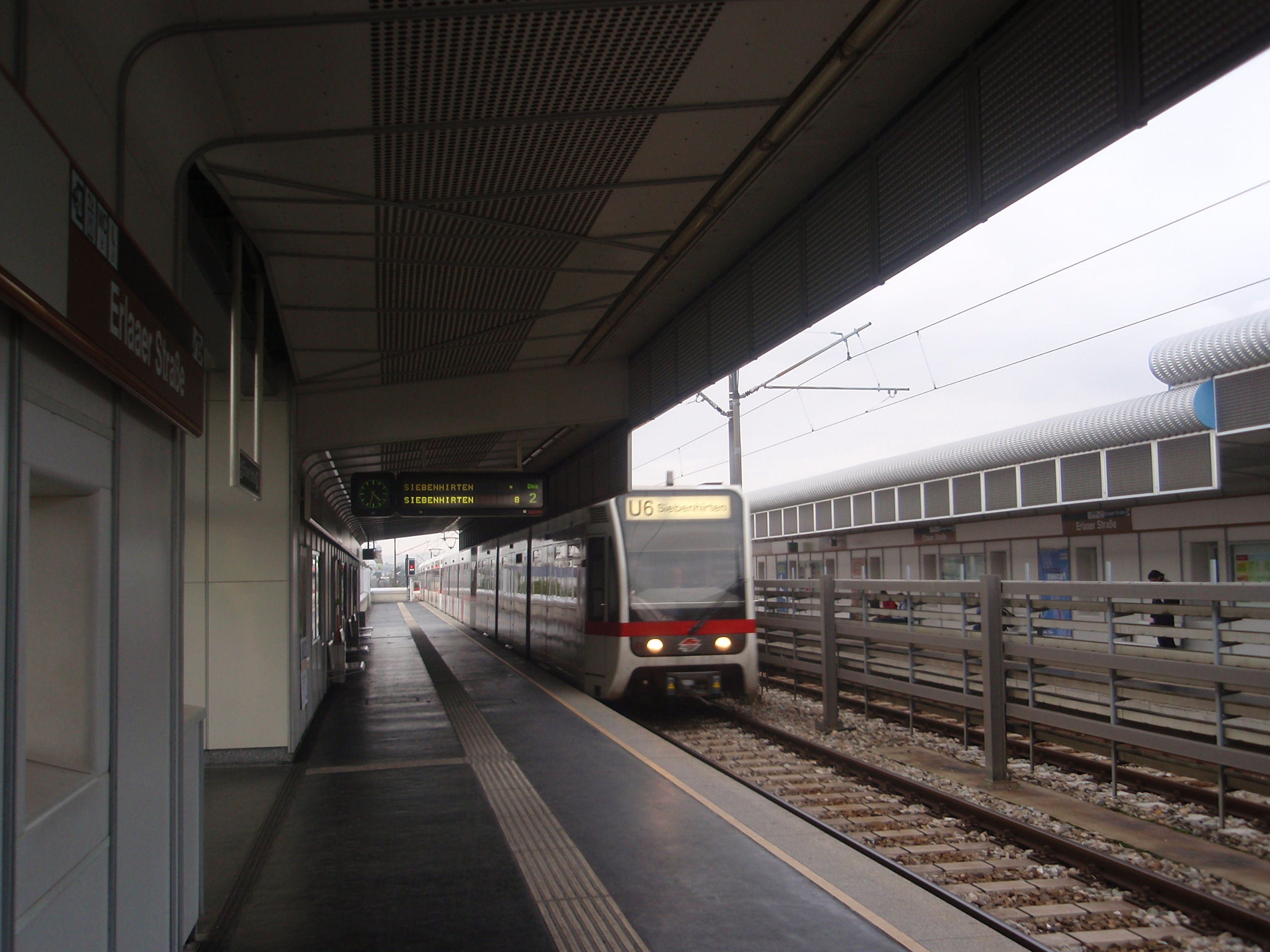
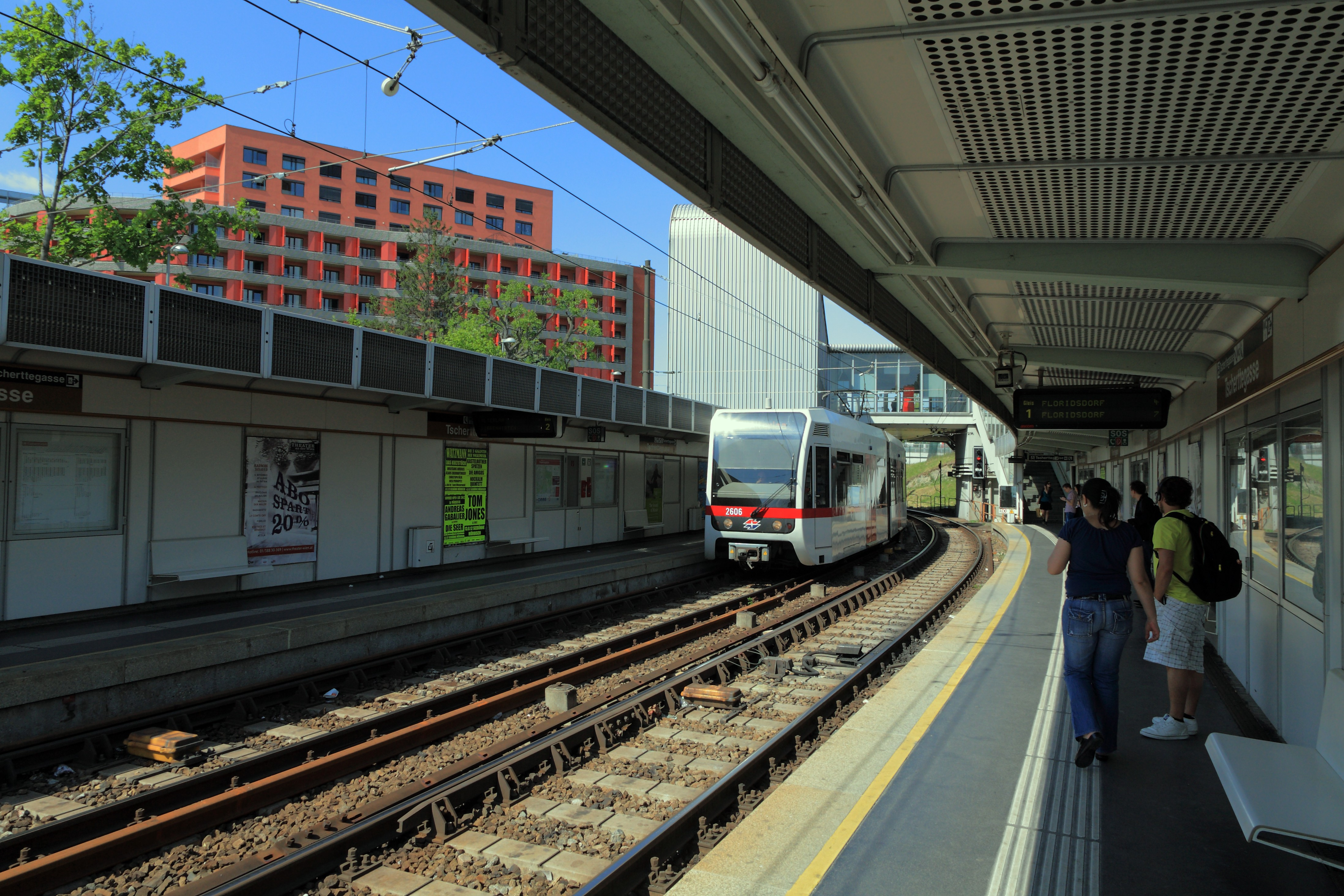